# لیزا شوتزه
لیزا شوتزه (آلمانی: Lisa Schütze؛ زادهٔ ۵ اکتبر ۱۹۹۶) بازیکن هاکی روی چمن زن اهل آلمان است.